# Magherafelt
Magherafelt (Machaire Fíolta en irlandais, littéralement Plaine de Fíolta) est une petite ville et une paroisse civile du Comté de Londonderry, en Irlande du Nord. Avec une population de 8372 habitants, c'est la plus grande ville du sud du comté et est le pivot social, économique et politique de la région. Le conseil du district de Magherafelt y siège.

## Personnalités liées à la ville
- L'actrice Laura Pyper y est née.